# Кан-9
Кан 9-й кантон (фр. Canton de Caen-9) — упраздненный кантон во Франции, находился в регионе Нижняя Нормандия. Департамент кантона — Кальвадос. Входил в состав округа Кан. Население кантона на 2006 год составляло 14 425 человек.
Код INSEE кантона 1445. Всего в кантон Кан 9-й кантон входила 1 коммуна.